# Podocarpus palawanensis
Podocarpus palawanensis — вид хвойних рослин родини подокарпових.

## Поширення, екологія
Країни поширення: Філіппіни. Невелике дерево, яке зростає в закритому тропічному вічнозеленому дощовому лісі, де панують покритонасінні.

## Використання
Цей вид, можливо, використовуються для деревини, але ніякі конкретні подробиці не відомі.

## Загрози та охорона
Загальна вирубка лісів, ймовірно, є головною загрозою. Не відомо, чи цей вид зустрічається в межах охоронних територій. 